# Waltenhofen
Waltenhofen è un comune tedesco di 8 968 abitanti, situato nel land della Baviera.